# Peltaster placenta
Étoile-biscuit
Espèce
Peltaster placenta ou « étoile biscuit » est une espèce d'étoile de mer de la famille des Goniasteridae.

## Description
C'est une étoile de taille moyenne (20 cm max), de forme pentagonale et plus ou moins bombée. Sa marge est constituée de plaques massives alignées et bombées, orange vif. Le disque central est clair, constellé de plaques subpolygonales orange, avec une grosse plaque madréporitique plus pâle.

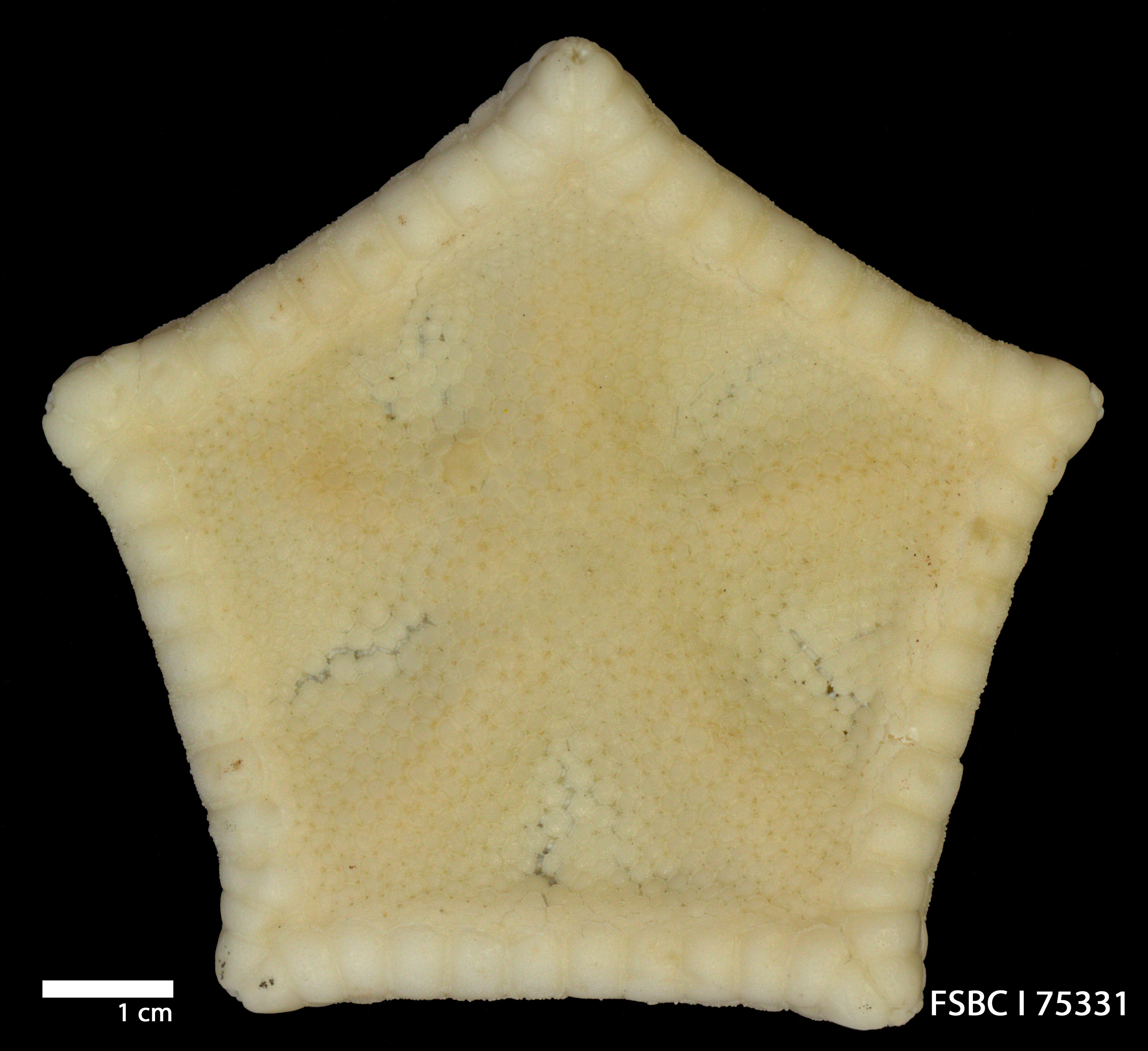
Spécimen séché.
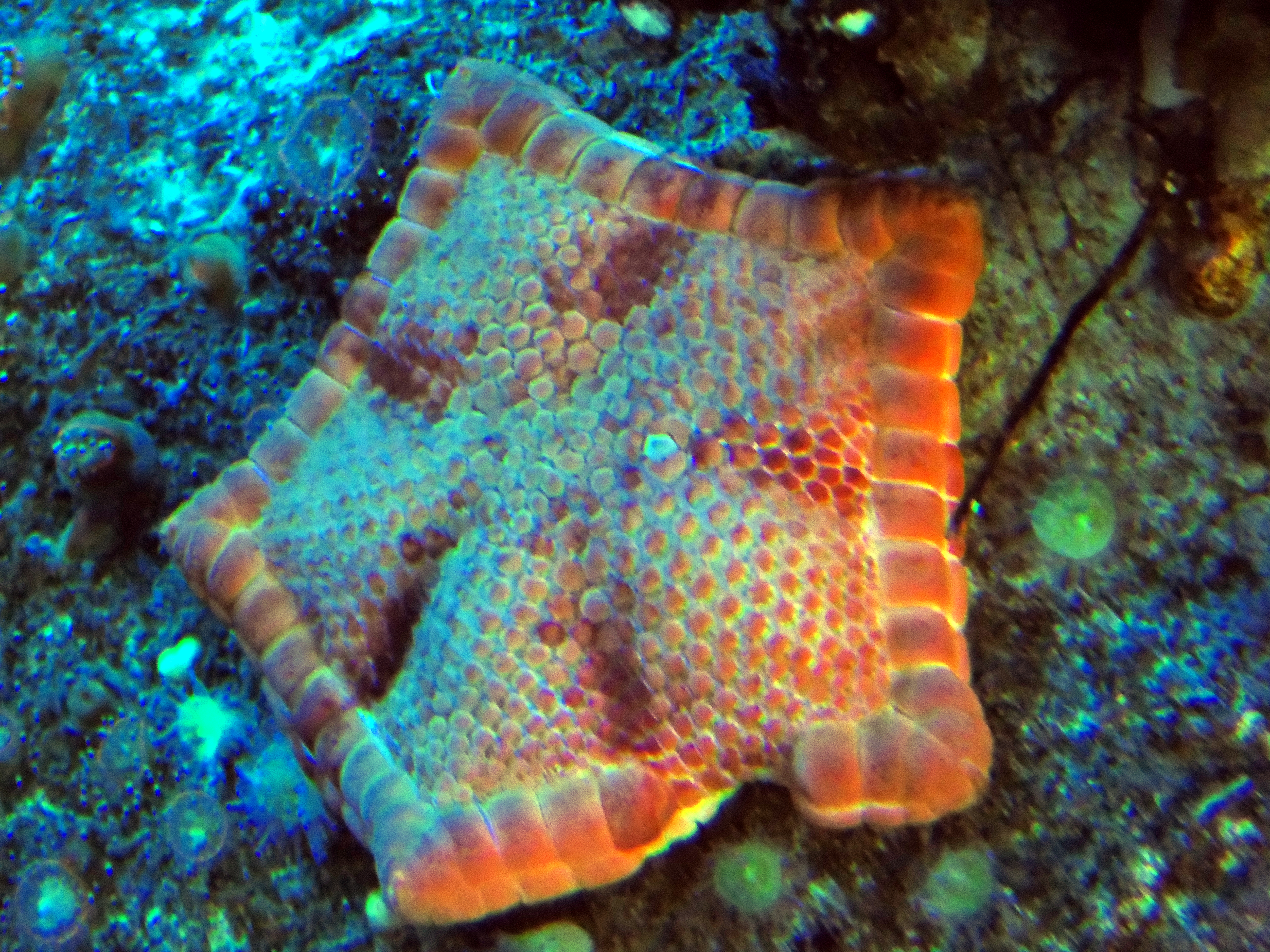
Jeune spécimen en aquarium.
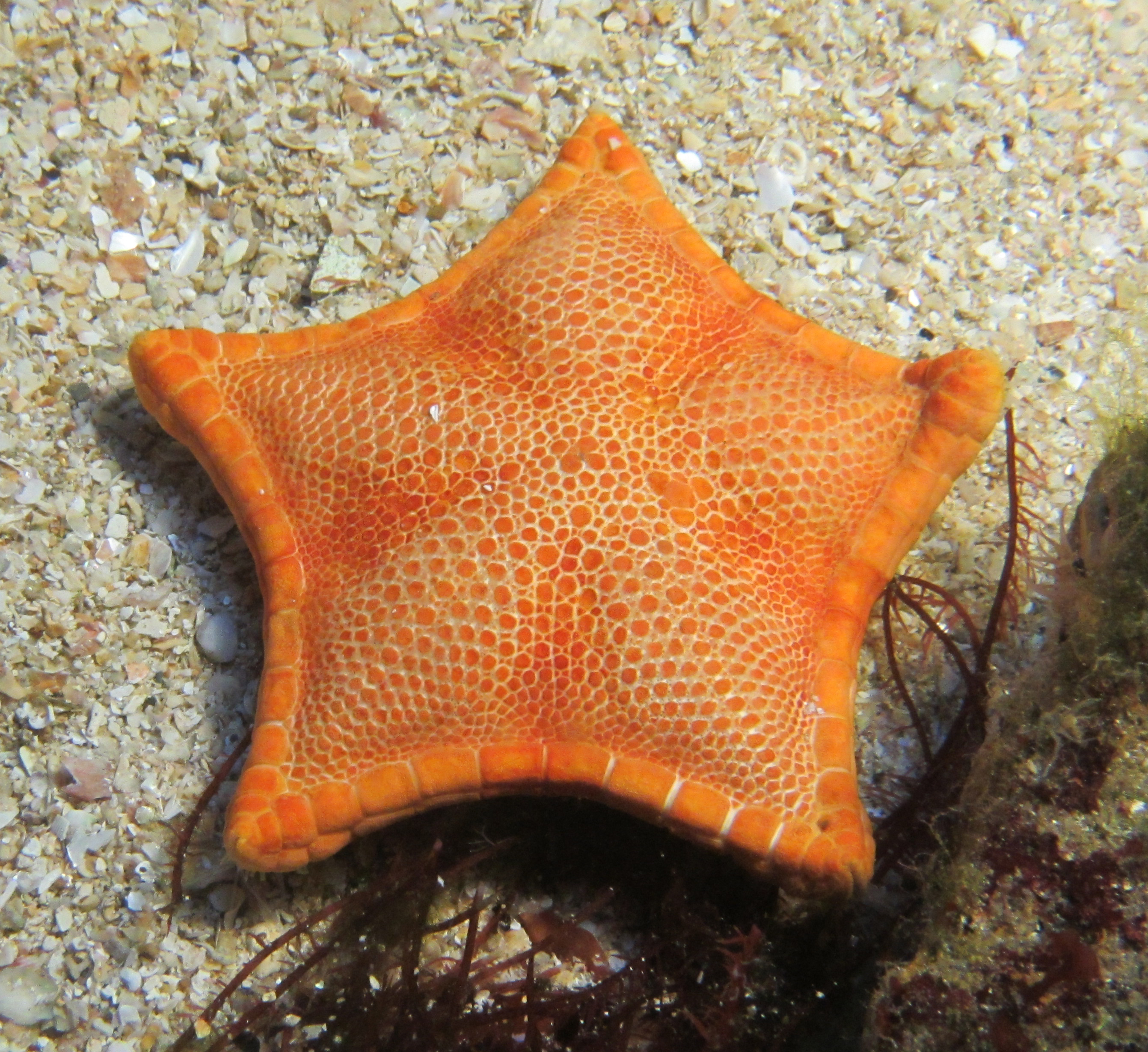
Spécimen mature

## Répartition
Cette espèce se rencontre principalement en mer Méditerranée, mais elle est également signalée dans l'Atlantique centre et nord-est. Elle vit entre 10 et 500 m de profondeur, mais principalement dans la fraction la plus profonde de cette fourchette.